# Daniel Andrews

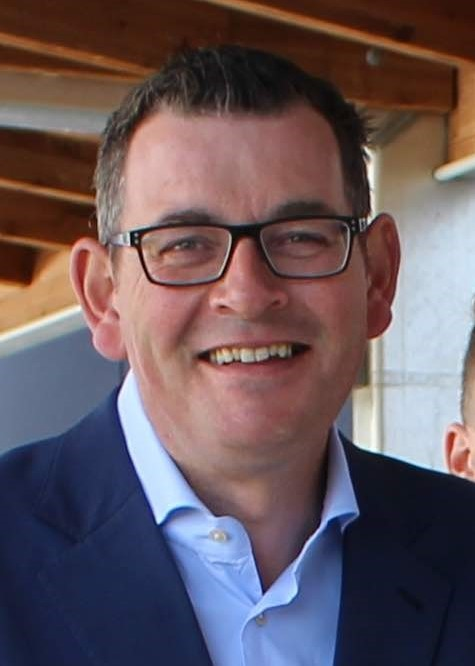
Daniel Andrews (2018)

Daniel Michael Andrews AC (* 6. Juli 1972 in Williamstown, Victoria) ist ein australischer Politiker der Australian Labor Party (ALP). Er war von Dezember 2014 bis September 2023 der 48. Premierminister von Victoria.

## Laufbahn
Andrews ging an das von den Maristen betriebene Galen Catholic College und danach an die Monash University, wo er einen Bachelor of Arts in Politik und Klassischer Philologie im Jahr 1996 erhielt. Nach dem Abschluss seines Studiums wurde Andrews Wahlkreisbetreuer für Alan Griffin, einen Abgeordneten der ALP im Australischen Repräsentantenhaus. Von 1999 bis 2002 arbeitete er in der Parteizentrale, zunächst als Organisator, dann als stellvertretender Staatssekretär.
Nach seiner Wahl ins Parlament von Victoria bei den Wahlen 2002 wurde Andrews zum parlamentarischen Staatssekretär für Gesundheit in der Labor-Regierung von Steve Bracks ernannt. Nach den Wahlen 2006 wurde Andrews ins Kabinett berufen und wurde Minister für Glücksspiel, Minister für Verbraucherangelegenheiten und Minister zur Unterstützung des Premierministers für multikulturelle Angelegenheiten. 2007 wurde Andrews zum Gesundheitsminister von Victoria unter John Brumby berufen.
Brumby trat nach der Niederlage von Labor bei den Wahlen 2010 in Victoria nach 11 Jahren Labor-Regierung als Vorsitzender der Labor-Partei Victorias zurück. Am 3. Dezember 2010 wurde Andrews zum Vorsitzenden der Victorian Labor Party gewählt und damit zum Oppositionsführer.

### Premierminister von Victoria
Im November 2014 führte Andrews Labor zum Sieg bei den Wahlen 2014 und am 4. Dezember wurde er von Gouverneur Alex Chernov als Premierminister von Victoria vereidigt. Bei den Wahlen 2018 führte er Labor mit einer vergrößerten Mehrheit zu einem zweiten Sieg.
Als Premierminister vertiefte er die Beziehungen zwischen Victoria und der Volksrepublik China. So trat seine Regierung der sogenannten Neuen Seidenstraße bei. Am 21. April 2021 machte die Zentralregierung von ihrem Vetorecht Gebrauch und kündigte die zwischen Victoria und China geschlossenen Abkommen auf, nachdem sich die Beziehungen zwischen den Ländern verschlechtert hatten. Im Rahmen der COVID-19-Pandemie ordnete seine Regierung bis zum August 2021 sechsmal eine Massenquarantäne (Lockdown) in Victoria an.
Am 26. September 2023 trat er überraschend zurück. Sein Rücktritt, auch von seinem Abgeordnetenmandat, wurde am 27. September wirksam. Seine Stellvertreterin, die Transportministerin Jacinta Allan, folgte ihm im Amt nach.

## Persönliches
Andrews ist seit 1998 mit Catherine Kesik verheiratet und Vater von drei Kindern. Er ist praktizierender Katholik.
Für herausragende Verdienste um die Bevölkerung und das Parlament von Victoria, um die öffentliche Gesundheit, um politische und regulatorische Reformen und um die Entwicklung der Infrastruktur wurde er 2024 zum Companion des Order of Australia ernannt.